# Плотва (хутор)
Плотва́ — хутор  в Волоконовском районе Белгородской области России. В составе Староивановского сельского поселения, с июля 1928 года в составе Старо-Ивановского сельсовета.

## Название
Ойконим Плотва относится к группе однокоренных названий в Белгородской области, обозначающих особенность рельефа местности плоту (апеллятив плота — лог, балка, раздол) и потенциально может восходить к праславянскому диалектизму *plota, распространённому в Чернозёмном районе или как гидроним в районах рек Сейм, Ока.

## География
Хутор расположен в восточной части Белгородской области, в 6,36 км по прямой к северо-востоку от районного центра Волоконовки. Ближайший населённый пункт: хутор Красный Рай в 1,3 км к востоку по прямой.

## Население
| 2002 | 2010 |
| ---- | ---- |
| 5    | →5   |